# Fernando Morena
Fernando Morena Belora (Montevideo, 2. veljače 1952.) je umirovljeni nogometni napadač iz Urugvaja, kojem je nadimak bio "Nando" tijekom svoje profesionalne karijere. Najbolji je strijelac u povijesti Urugvajske Primere s 230 pogodaka u 244 odigranih susreta. U 20 godišnjoj karijeri zabio je 667 pogodaka.

## Trofeji

### Državni trofeji
| Sezona | Momčad  | Trofej             |
| ------ | ------- | ------------------ |
| 1973.  | Peñarol | Urugvajska Primera |
| 1974.  | Peñarol | Urugvajska Primera |
| 1975.  | Peñarol | Urugvajska Primera |
| 1978.  | Peñarol | Urugvajska Primera |
| 1981.  | Peñarol | Urugvajska Primera |
| 1982.  | Peñarol | Urugvajska Primera |

### Međunarodni trofeji
| Sezona | Momčad   | Trofej                |
| ------ | -------- | --------------------- |
| 1980.  | Valencia | Europski superkup     |
| 1981.  | Peñarol  | Copa de Oro           |
| 1982.  | Peñarol  | Copa Libertadores     |
| 1982.  | Peñarol  | Copa Intercontinental |
| 1983.  | Urugvaj  | Copa América          |

### Najbolji strijelac
| Sezona | Momčad  | Trofej             |
| ------ | ------- | ------------------ |
| 1973.  | Peñarol | Urugvajska Primera |
| 1974.  | Peñarol | Urugvajska Primera |
| 1974.  | Peñarol | Copa Libertadores  |
| 1975.  | Peñarol | Urugvajska Primera |
| 1975.  | Peñarol | Copa Libertadores  |
| 1976.  | Peñarol | Urugvajska Primera |
| 1977.  | Peñarol | Urugvajska Primera |
| 1978.  | Peñarol | Urugvajska Primera |
| 1982.  | Peñarol | Urugvajska Primera |
| 1982.  | Peñarol | Copa Libertadores  |

## Vanjske poveznice
- (šp.) Profil  Arhivirana inačica izvorne stranice od 22. srpnja 2009. (Wayback Machine)